# Albert Vögler
Albert Vögler, född 8 februari 1877 i Essen-Borbeck, död 14 april 1945 i Herdecke-Ende, var en tysk politiker. Han var generaldirektör för stålkoncernen Vereinigte Stahlwerke AG. Under perioden 1941–1945 var han ordförande för Kaiser Wilhelm-sällskapet i Berlin.
I andra världskrigets slutskede begick Vögler självmord.